# Fejervarya kirtisinghei
Fejervarya kirtisinghei är en groddjursart som först beskrevs av Kelum Manamendra-Arachchi och Gabadage 1996.  Fejervarya kirtisinghei ingår i släktet Fejervarya och familjen Dicroglossidae. IUCN kategoriserar arten globalt som livskraftig. Inga underarter finns listade i Catalogue of Life.